# كج أباد
كج‌ أباد (بالفارسية: کج‌آباد) هي قرية تقع في قسم كاخك الريفي في إيران. يقدر عدد سكانها بـ 19 نسمة بحسب إحصاء 2016.